# Caminicella
Caminicella è un genere di batterio appartenente alla famiglia delle Clostridiaceae.